# Federazione Anarchica Italiana

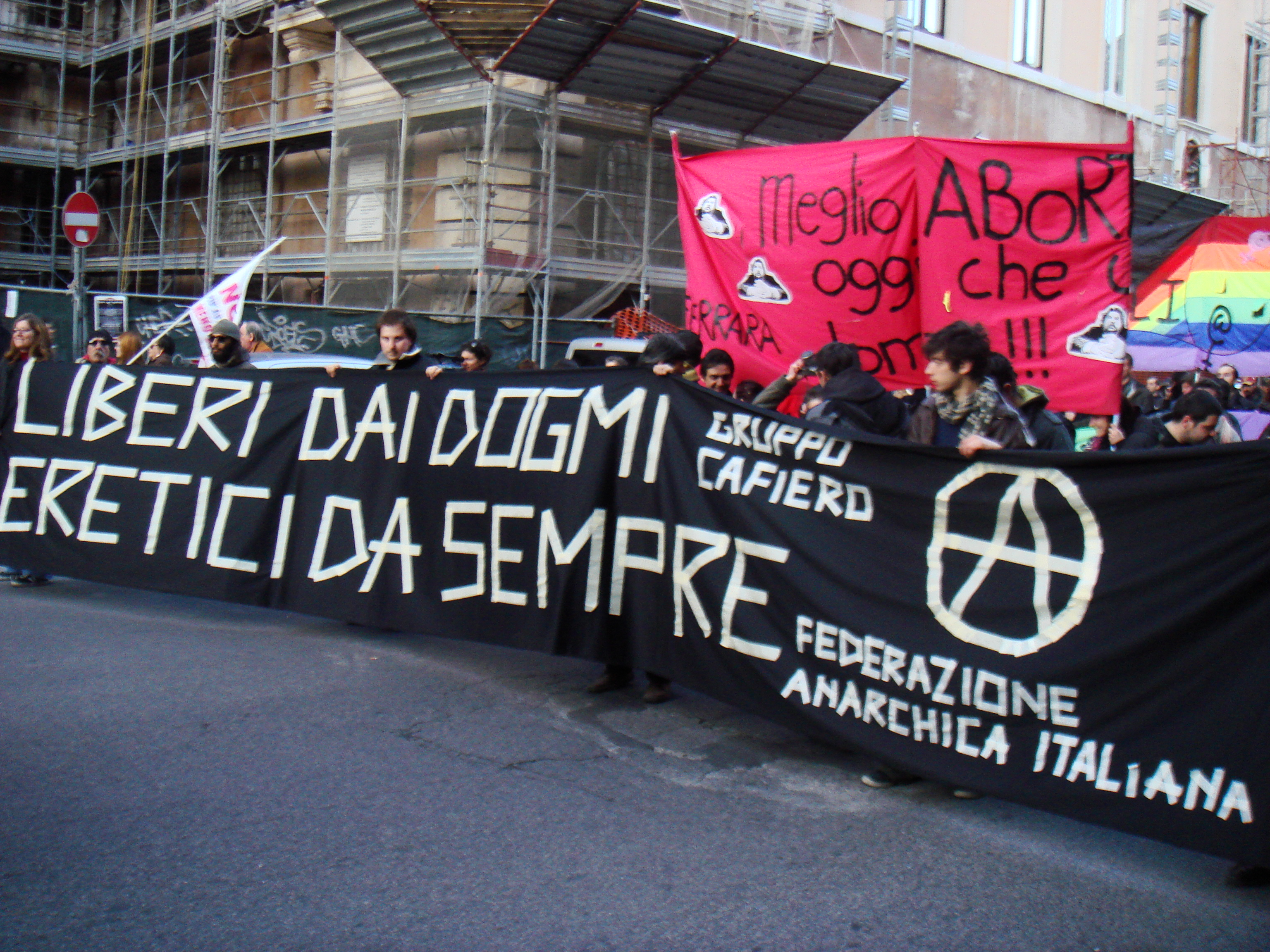
Demonstration der FAI 2008

Die Federazione Anarchica Italiana (FAI) ist italienisch für die Anarchistische Föderation Italiens. 

## Geschichte
Die Federazione Anarchica Italiana wurde 1945 in Carrara gegründet und nahm dort den „Patto Associativo“ (deutsch etwa assoziativer Pakt) und das „Anarchistische Programm“ von Errico Malatesta an, das bereits auf dem anarchistischen Kongress von Bologna 1920 verabschiedet, wegen des Faschismus, der zur Untergrundarbeit zwang, aber nicht umgesetzt werden konnte. 1965 spaltete sich die Gruppi di Iniziativa Anarchica ab, die vornehmlich aus Individualanarchisten bestand, die mit den Schriften Malatestas nicht übereinstimmten und der starken syndikalistischen Strömung kritisch gegenüberstanden. 
Zusammen mit den spanischen und bulgarischen anarchistischen Föderationen im Exil gründete die FAI 1968 die Internationale der Anarchistischen Föderationen.
In den frühen 1970er Jahren erstarkte in der FAI eine plattformistische Tendenz, die den synthetischen, also pluralistischen, strömungsübergreifenden assoziativen Pakt gegen eine stärkere strategische Kohärenz und Bindung zur Arbeiterbewegung austauschen wollten. 250 Delegierte aus 60 Orten organisierten einen Kongress in Liguria und sammelten sich außerhalb der FAI. 1986 benannte sich diese ursprünglich nur aus der Organizzazione Rivoluzionaria Anarchica und der Unione dei Comunisti Anarchici della Toscana bestehende und unter ORA/UCAT firmierende Abspaltung in Federazione dei Comunisti Anarchici (FdCA) um.
Die FAI distanzierte sich von der seit 2003 mit Briefbomben in Erscheinung tretenden Gruppe Federazione Anarchica Informale, die sich ebenfalls mit FAI abkürzt, und bezeichnete ihre Vorgehensweise als „schwerwiegend und schändlich“.

## Publikation
Die FAI gibt die Wochenzeitung Umanità Nova heraus.